# Castanea, Espace découverte de la châtaigne d'Ardèche
Castanea -Espace découverte de la châtaigne d'Ardèche se situe dans la commune de Joyeuse située dans le département de l’Ardèche, région Rhône-Alpes.Le site est installé au cœur de la ville médiévale de Joyeuse, dans le collège des Oratoriens, édifice protégé au titre des monuments historiques.

## Du Musée de la Châtaigneraie à Castanea...
À l’origine de ce musée, une passionnée, Mme Coste, alors antiquaire à Joyeuse, créa dans sa boutique un petit musée avec des outils consacrés à la civilisation du châtaignier. La municipalité de Joyeuse acquit cette collection en 1981, avec l’aide du Conseil général. En 1987, Mme Évelyne Zminka, alors présidente de l’association du Temps Libre, met en valeur ce patrimoine pour une exposition temporaire. Devant le succès de cette exposition, grâce à de généreux donateurs et surtout grâce à l’initiatrice, cette exposition se transforma rapidement en musée. La communauté de communes du Pays Beaume-Drobie gère le musée depuis les années 1990.

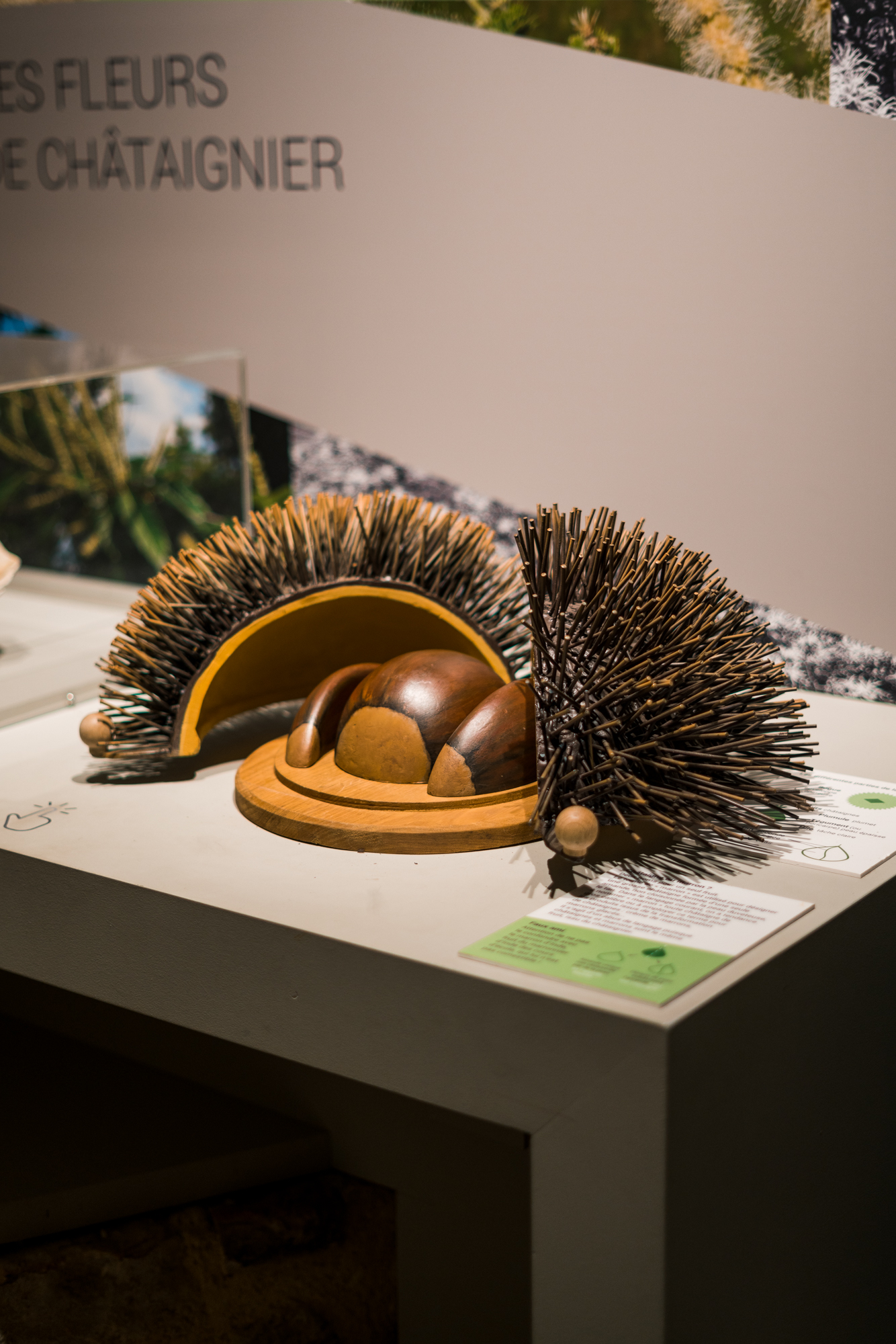

Entre 2017 et 2018 le Musée de la Châtaigneraie a été entièrement rénové, l'exposition a été repensée. Ce site entièrement repensé dédiée à la Châtaigne en Ardèche a changé de nom, il s'appelle désormais Castanea - Espace découverte de la châtaigne d'Ardèche. Le nouveau projet muséographique est centré sur la filière de la châtaigne qui constitue aujourd'hui encore, pour le territoire ardéchois, un produit fortement identitaire qui structure son histoire, sa culture, son économie et son agriculture.